# Сицилійське королівство
Сицилійське королівство (італ. Regno di Sicilia, сиц. Regnu di Sicilia) — держава, що існувала на півдні сучасної Італії з 1130 до 1816 року. Включало власне острів Сицилію, а також, у різні часи, Південну Італію з Неаполем та, до 1530 року, сучасну Мальту. До 1282 року мало назву Королівство Апулії та Сицилії, після 1302 року — Королівство Тринакрія. У певні періоди історії належало іспанським королям та імператорам Священної Римської імперії. 1816 року було об'єднано з Неаполітанським королівством у Королівство Обох Сицилій. У 1861 році Королівство Обох Сицилій увійшло до складу об'єднаної Італії.

## Нормандське королівство
1127 року помер нормандський герцог Апулії Вільгельм II, й Апулія з Сицилією об'єднались під владою його кузена, графа Сицилійського Рожера II. Рожер підтримав антипапу Анаклета II й був коронований ним як король Сицилії на Різдво 1130 року. Наступні десять років Рожер був зайнятий відбиттям нападів ззовні й придушенням заколотів графів Барі, Капуї, Аліфе й Неаполю.
У 1139 році за Міньянською угодою папа Інокентій II визнав Рожера королем. Адмірал Рожера, Георгій Антіохійський, завоював Махдію в Африці (Іфрикії), внаслідок чого Рожер отримав неофіційний титул «Короля Африки». Флот Рожера на чолі з Георгієм Антіохійським завдав також декількох суттєвих поразок Візантії, зробивши Сицилію майже на сто років провідною морською державою в Середземномор'ї.
Син і спадкоємець Рожера, Вільгельм I Злий, названий так за придушення заколотів баронів, яким, можливо, співчували автори часописів, помер 1166 року, лишивши на троні малолітнього сина. Було введено регентство, країну охопив розбрат, що ледь не погубив династію і тривав до початку самостійного правління юного короля Вільгельма II Доброго, подальше царювання якого було відзначено миром і благополуччям. Коли він помер 1189 року, спадкоємців не лишилось і королівство знову занурилось у хаос.
У 1190 році трон захопив Танкред з Лечче, потім повстав родич останнього Рожер ді Андрія, і нарешті втрутився німецький імператор Генріх VI Гогенштауфен, одружений з Констанцією Норманською, дочкою Рожера II. Перемогли Генріх VI і Констанція, й королівство 1194 року перейшло до німецьких імператорів з династії Гогенштауфенів.

## Влада Гогенштауфенів
1197 року королем став трирічний син Генріха VI, Фрідріх. Його дядько й опікун Філіпп Швабський призначив 1198 року регентом Маркварда фон Анвайлера, маркграфа Анкони. Права Фрідріха підтвердив і папа Іннокентій III, але цього виявилось недостатньо.
Вальтер III де Брієнн одружився з дочкою Танкреда де Ліче і пред'явив свої претензії на сицилійський трон (1201). У 1202 році військо Штауфенів, яке очолювали канцлер Вальтер Палеарійський та Дипольд фон Фобург, зазнало поразки від армії де Брієнна. Регента Маркварда було вбито, а п'ятирічний король Фрідріх потрапив до союзника де Брієнна, Вільяма Каппаронського. Тим не менше, Дипольд продовжував війну в континентальній Італії до смерті Вальтера де Брієнна (1205), після чого звільнив Фрідріха й передав його під захист канцлера Вальтера Палеарійського в 1206 році.
1207 року сталася сварка між Дипольдом і Вальтером Палеарійським, унаслідок якої Дипольд спочатку захопив королівський палац, а потім був вибитий звідти Вальтером. На цьому десятирічна війна за трон скінчилася.
Фрідріх II продовжив реформу законів, розпочату ще його дідом Рожером II. Результатом 1231 року став звід законів Мельфійські конституції, відомий під латинською назвою Liber Augustalis, який не тільки був істотним кроком уперед для свого часу, але й слугував протягом багатьох років зразком зводу законів. Королівство Сицилія стало першою європейською державою з сильною централізованою королівською владою, вільною від феодальних міжусобиць. Проголошувався примат письмового закону над феодальним звичаєм. З невеликими модифікаціями Liber Augustalis складав основу сицилійського права до 1819 року.
Фрідріх II також збудував Кастель дель Монте й 1224 року заснував у Неаполі університет Федеріко II, один з перших у Європі, що упродовж багатьох століть лишався єдиним університетом у Південній Італії.
Упродовж свого тривалого, півсторічного, царювання Фрідріх II почував себе більше королем Сицилії, ніж імператором Священної Римської імперії. Йому спадкував 1250 року імператор Конрад IV, набагато більше заклопотаний війнами в Німеччині, ніж своїм Сицилійським королівством. Він, утім, явився до Неаполя (1253), взяв місто й невдовзі після цього помер дорогою до Німеччини. Спадкоємцем (1254) став його дворічний син Конрадін. Реально ж весь цей час Сицилією правив незаконний син Фрідріха II Манфред Сицилійський, який після поширення неправдивих чуток про смерть Конрадіна 1258 року оголосив себе королем Сицилії.
Папа Климент IV не визнав прав Манфреда на королівство й «передав» його брату короля Франції Луї IX Карлу Анжуйському, який і вступив на престол після загибелі Манфреда у 1266 році. Конрадін, що намагався повернути королівство й зібрав для цього наймане військо, після первинних успіхів зазнав поразки під Тальякоццо, був узятий у полон і страчений у Неаполі (1268). Він був останнім представником Гогенштауфенів чоловічої статі.

## Карл Анжуйський і Сицилійська вечірня
У 1266 році Сицилія опинилась під владою Карла I, герцога Анжуйського. Карл розглядав завоювання Сицилії як перший крок на шляху до завоювання всього Середземномор'я й готувався до війни з візантійським імператором Михаїлом VIII Палеологом. Податки, що збирались у Сицилії, використовувалися французами. Невдоволення владою французів, що не турбувались про країну, призвело 1282 року до повстання, відомого як Сицилійська вечірня, і подальшої Війни Сицилійської вечірні. Одне з припущень полягає в тому, що Сицилійська вечірня була організована за участі Михайла VIII та його союзника, короля Педро III Арагонського, зятя Манфреда, але воно не є загальновизнаним.
Повстання почалось у вечірню перед Великоднем, 30 березня 1282 року, в Церкві Святого Духа поблизу Палермо. Точно перебіг подій невідомий, але у будь-якому разі сицилійці знищили поряд із церквою загін французів. За однією версією, один з французьких офіцерів намагався витягнути з натовпу жінку й був убитий її чоловіком, за іншою, весь загін мав намір розважитись із жінками. Упродовж наступних шести тижнів сицилійці вирізали тисячі французів на острові. Повстанці, розуміючи, що самотужки проти Карла Анжуйського їм не встояти, відправили посланців до Педро III, запропонувавши йому Сицилійську корону. Педро пристав на пропозицію і 30 серпня 1282 року він на чолі величезної армії висадився в Трапані, дорогою до Палермо, де сицилійці вітали його, й уже 4 вересня 1282 року відбулась його коронація в Палермо як короля Сицилії. Карл I Анжуйський зберіг контроль лише над півднем материкової Італії з Неаполем.
У війні, що спалахнула між Карлом і Педро, первинний успіх був на боці Педро. У вересні — жовтні 1282 року Педро взяв під свій контроль усю Сицилію. Карл був змушений зняти облогу з Мессіни й вирушити на континент. При цьому папа римський Мартин IV 18 листопада 1282 року оголосив короля Педро відлученим від церкви. У наступні місяці сицилійський флот під командуванням Руджеро де Лаурія декілька разів розбивав неаполітанців, а до лютого 1283 року Педро III зайняв значну частину узбережжя Калабрії.
Карл I Анжуйський був змушений залишити Неаполь і вирушити до Провансу, щоб зібрати там нові флот і армію. Намісником Карла в Неаполі лишився його старший син і спадкоємець Карл Салернський. Педро також був змушений залишити Сицилію й повернутись до Арагону, де зіткнувся з небаченим досі опором знаті, лишивши командувати армією свого другого сина Хайме.
У травні 1284 року папа Мартін оголосив про скинення Педро III й передав арагонську корону Карлу Валуа, другому сину Філіпа III Французького. Оскільки Педро III не збирався підкорятись вердикту папи й не відмовлявся від арагонської та сицилійської корон, Мартін IV оголосив проти короля хрестовий похід.
У червні 1284 року сицилійці на чолі з Руджеро де Лауріа несправжнім відступом виманили неаполітанський флот із Салерно й вщент розбили його. Карл Салернський потрапив у полон і був врятований від страти лише втручанням Констанції, дружини Педро. А 7 січня 1285 року помер Карл I. Королем у Неаполі було проголошено його сина Карла Салернського, що перебував в арагонському полоні. У листопаді того ж року помер Педро III. Королем Арагону став старший син Педро, Альфонсо III, королем Сицилії було проголошено його другого сина, Хайме, який був коронований у лютому 1286 року в Палермо.

## Правління Арагонської династії
Альфонсо III був готовий відпустити Карла II з полону в обмін на визнання прав Хайме на Сицилію та Калабрію. У підсумку Карл підписав у Каталонії угоду, за якою погодився поступитись Хайме Сицилією й видати заміж за нього одну з дочок. Однак новий папа римський, Гонорій IV, що прийшов на зміну померлому Мартіна IV, відмовився затверджувати угоду й війна відновилась. Лише після смерті папи 1287 року за посередництва короля Англії Едуарда I вдалось досягти згоди в Олороні (Беарн), за якою Карлу II повертали свободу в обмін на величезний викуп, заручників і відмову від претензій на Сицилію. Однак договір знову було зірвано з вини короля Франції Філіпа IV, його підтримав і новий папа, Миколай IV. Однак незабаром папа був змушений ініціювати мирні перемовини. У підсумку в жовтні 1288 року знов таки за посередництва Едуарда I було укладено угоду в Канфранці, за якою Карл отримував свободу на тих самих умовах, що й за Олоронською угодою. Альфонсо Арагонський звільнив Карла, однак папа порушив умови угоди та в травні 1289 року коронував Карла як короля Сицилії, що призвело до відновлення війни.
Карл II, що був людиною честі, почував себе дуже незручно й вирішив домогтись миру з королем Арагону. У підсумку 19 травня 1290 року в Санлісі він уклав пакт з Карлом Валуа, за яким той відмовлявся від претензій на Арагон у обмін на руку Маргарити, дочки Карла II, отримавши в придане Анжу і Мен, а 19 лютого 1291 року в Бриндізі було укладено мир між Альфонсо III Арагонським з одного боку, Філіпом IV Французьким і Карлом II Неаполітанським з іншого. За цією угодою Альфонсо відмовлявся від прав на Сицилію, лишивши свого брата Хайме одного. Але 18 червня Альфонсо несподівано помер, а Хайме, що став королем Арагону, відмовився визнати договір у Бриндізі. Своїм намісником у Сицилії він призначив брата Федеріго. Війна відновилась знову, але Хайме, який опинився в скрутному становищі, запропонував поступитись Сицилією за винагороду. Цьому плану завадила смерть папи Миколи. Лише 12 червня 1295 року в Ананьї Хайме уклав мир з Карлом, за яким він відмовився від прав на Сицилію в обмін на руку Бланки, дочки Карла II, за якою він отримував великий посаг. Однак брат Хайме, Федеріго, відмовився підкоритись і 12 грудня був коронований як король Сицилії під ім'ям Федеріго II. Війна знову відновилась і тривала ще декілька років, але Карлу II так і не вдалося завоювати Сицилію. У підсумку 31 серпня 1302 року було укладено Кальтабеллотську угоду, за якою Карл визнав королем Сицилії Федеріго II, але тільки до його смерті. При цьому папа Боніфацій VIII наполіг на тому, щоб титул Федеріго звучав як «король Тринакрії».
Однак пункт про повернення Сицилії Анжуйському дому так і не було виконано. У 1314 році Федеріго призначив свого сина Педро спадкоємцем Сицилії, а в 1328 році зробив його своїм співправителем. Після смерті Федеріго королівська влада в Сицилії послабилась, кілька районів острова контролювалися майже незалежними від центральної влади баронами, чим намагались скористатися королі Неаполя. Вони не раз чинили спроби повернути собі Сицилію, але успіху так і не досягли. Нарешті 1372 року в Аверсі було укладено мирну угоду, за якою Сицилія безумовно закріплювалась за нащадками Федеріго, однак встановлювався сюзеренітет королів Неаполя над королями Тринакрії, проте з причини невдоволень у Неаполітанському королівстві, що слідували за цим, підпорядкування так і лишилось формальним.
Після згасання Сицилійської гілки Арагонської династії королівство було приєднано до Арагону. А в 1435 році до Арагону було приєднано і Неаполітанське королівство.

## Габсбурги, Бурбони і Савойська династія
Після об'єднання Кастилії й Арагону в Іспанію титул «Короля Сицилії» носив король Іспанії (спочатку з іспанської лінії Габсбургів, з 1700 року — з іспанської лінії Бурбонів). З 1713 року, за підсумками Утрехтського миру, Сицилійське королівство перейшло до Савойського дому.
1720 року Савойський дім обміняв у представників австрійської лінії Габсбургів Сицилію на Сардинію. У 1735 році іспанці відвоювали Сицилію і Неаполь, й таким чином вона знов повернулась до Бурбонів.
У 1759 році король Іспанії Карл III передав Неаполітанське королівство (до складу якого входила і Сицилія) своєму сину Фердинанду.
1799 року Неаполітанське королівство було завойовано Наполеоном, що встановив там Партенопійську республіку; Фердинанд утік на Сицилію під захист англійського флоту. Під британським тиском королівство було повернуто Фердинанду, але будучи перетвореним на конституційну монархію. Було сформовано двопалатний парламент, що засідав у Палермо й Неаполі.
У 1805 році Фердинанд примкнув до Третьої коаліції. Після поразки російсько-австрійської армії під Аустерліцем й виходу Австрії з війни Фердинанд, не чекаючи французьких військ, знову втік на Сицилію під захист англійського флоту. 1806 року Наполеон своїм декретом скинув у Неаполітанському королівстві династію Бурбонів й зробив королем свого шурина Мюрата, однак його влада поширювалася лише на материкову частину королівства; на Сицилії продовжував правити Фердинанд.
Після Віденського конгресу й поразки Наполеона під Ватерлоо, у травні 1815 року Фердинанд знову став королем Неаполітанського королівства. Для того, щоб назавжди знищити пам'ять як про даровану ним конституцію в Сицилії, так і про роки конституційної монархії Мюрата в Неаполі, Фердинанд оголосив 8 грудня 1816 року про об'єднання двох королівств у єдину державу — Королівство Обох Сицилій.